# Підсилювальний каскад зі спільним емітером

Підсилювальний каскад за схемою зі спільним емітером на основі npn-транзистора

Схема зі спільним емітером — схема включення біполярного транзистора як чотириполюсника.
При схемі підключення транзистора зі спільним емітером (СЕ) вхідний сигнал подається на базу, а знімається з колектора. При цьому фаза вихідного сигналу відрізняється від вхідного на 180°. Підсилює і струм, і напругу.
Особливістю схеми зі спільним емітером є максимальний серед трьох типових схем підсилювачів коефіцієнт підсилення за потужністю, тому схема найбільш розповсюджена. Проте при такій схемі мають місце ряд негативних проявів:
- відносно високі в порівнянні з іншими схемами включення транзистора нелінійні спотворення сигналу, що обумовлюється нелінійністю вхідної характеристики транзистора та високим вихідним опором схеми;
- низька частота зрізу через ефекту Міллера.

Крім того, при даній схемі підключення, на характеристики підсилювача значно впливають зовнішні чинники, такі як напруга живлення, або температура довкілля. Зазвичай для компенсації цих чинників застосовують негативний зворотний зв'язок, але він знижує коефіцієнт підсилення.
- Коефіцієнт підсилення по струму: Iвих/Iвх=Iк/Iб=α
- Коефіцієнт підсилення по напрузі: Uвих/Uвх=Uк/Uб=α